# Strade provinciali della provincia di Pescara
La rete di strade provinciali della provincia di Pescara comprende circa 675 km di strade, ripartiti in 74 strade provinciali e 2 strade regionali, ovvero le ex strade statali declassate nel 2001 e trasferite da Anas alla regione Abruzzo e da essa ulteriormente devolute alla provincia. Nel 2018 la strada provinciale 60 è stata inserita nel nuovo itinerario della strada statale 614 della Maielletta in seguito al piano "Rientro strade" di ANAS. È gestita dalla provincia anche la strada consortile Canosa di Alanno, una strada a scorrimento veloce di circa 4km senza numerazione che collega il centro del paese con la zona industriale di Piano della Fara. In giallo le strade regionali:
| Numero | Denominazione                                                                                        | Percorso | Lunghezza (km) |
| ------ | --- | --- | -------------- |
|        | Marina di Città Sant'Angelo - Elice                                                                  | Innesto su S.P. 2 presso svincolo A14 Pescara Nord-Città Sant'Angelo - Città Sant'Angelo - Innesto su S.P. 4 presso Annunziata (Città Sant'Angelo) - Innesto su S.P. 1 c presso Sant'Agnello (Elice) - Innesto su S.P. 1 b presso Elice - Confine provinciale con Teramo | 26,400         |
|        | Diramazione per abitato di Elice                                                                     | Innesto su S.P. 1 presso Elice - Elice (centro storico) | 0,900          |
|        | Piccianello - S. Agnello                                                                             | Innesto su S.P. 2 ed S.P. 3 presso Quattro Strade (Elice) - Innesto su S.P. 1 presso Sant'Agnello (Elice) | 1,900          |
|        | Lungofino                                                                                            | Innesto su S.S. 16 presso Marina di Città Sant'Angelo (Città Sant'Angelo) - Innesto su S.P. 1 presso svincolo A14 Pescara Nord - Moscarola (Città Sant'Angelo) - Ibisco (Città Sant'Angelo) - Innesto su S.P. 4 presso Fonte di Moro (Città Sant'Angelo) - Innesto su S.P. 1 c ed S.P. 3 presso Quattro Strade (Elice) - Madonna degli Angeli (Elice) - Confine provinciale con Teramo | 20,700         |
|        | Ponte Fino - Confini Prov. TE - S.S. 81                                                              | Confine provinciale con Teramo - Innesto su S.S. 81 | 1,600          |
|        | Picciano - Piccianello                                                                               | Innesto su S.P. 13 presso Orsini (Collecorvino) - Picciano - Piccianello (Picciano) - Innesto su S.P. 1 c e S.P. 2 presso Quattro Strade (Elice) | 6,000          |
|        | Camposanto Cappelle - Città Sant'Angelo                                                              | Innesto su S.S. 151 presso rotatoria Staffieri (Cappelle sul Tavo) - Innesto su S.P. 4 bis presso Cappelle sul Tavo - Innesto su S.P. 5 presso Congiunti (Collecorvino) - Innesto su S.P. 2 presso Fonte di Moro (Città Sant'Angelo) - Innesto su S.P. 1 presso Città Sant'Angelo | 8,700          |
|        | Variante Cappelle                                                                                    | Innesto su S.S. 16 bis presso rotatoria Terra Rossa (Cappelle sul Tavo) - Innesto su S.P. 4 presso Cappelle sul Tavo | 2,300          |
|        | Congiunti - Collecorvino                                                                             | Innesto su S.P. 4 presso Congiunti (Collecorvino) - Campotino (Collecorvino) - Innesto su S.P. 13 presso Collecorvino | 7,100          |
|        | Picciano - Colle Ospedale - Colle Stella                                                             | Innesto su S.P. 3 presso Picciano - Innesto su S.P. 13 presso Colle Stella (Penne) | 9,400          |
|        | Penne - Villa Degna                                                                                  | Innesto su S.S. 81 presso Penne - Confine provinciale con Teramo | 7,100          |
|        | Penne - Bivio Cupoli - Bivio Mirri - Rigopiano - Vado di Sole                                        | Innesto su S.S. 81 presso Penne - Innesto su S.P. 9 presso Villa Cupoli (Farindola) - Farindola - Innesto su S.P. 10 presso Mirri (Farindola) - Rigopiano (Farindola) - Vado di Sole (Farindola) - Confine provinciale con L'Aquila | 28,800         |
|        | Bivio Cupoli - Roccafinadamo - Arsita                                                                | Innesto su S.P. 8 presso Villa Cupoli (Farindola) - Innesto su S.P. 9 bis presso Trofigno (Penne) - Roccafinadamo (Penne) - Confine provinciale con Teramo | 8,000          |
|        | Trofigno - San Giorgio                                                                               | Innesto su S.P. 9 presso Trofigno (Penne) - Confine provinciale con Teramo | 2,500          |
|        | S.S. 81 - Montebello - Farindola - Bivio Mirri                                                       | Innesto su S.S. 81 presso Ponte Sant'Antonio (Penne) - Innesto su S.P. 10 bis presso Colasante (Montebello di Bertona) - Innesto su S.P. 10 bis presso Colasante (Montebello di Bertona) - Montebello di Bertona - Innesto su S.P. 11 presso Montebello di Bertona - Farindola - Innesto su S.P. 8 presso Mirri (Farindola) | 19,100         |
|        | Variante Colasante                                                                                   | Innesto su S.P. 10 presso Colasante (Montebello di Bertona) - Colasante (Montebello di Bertona) - Innesto su S.P. 10 presso Colasante (Montebello di Bertona) | 0,900          |
|        | Vestea - Montebello                                                                                  | Innesto su S.P. 32 presso Vestea (Civitella Casanova) - Innesto su S.P. 10 presso Montebello di Bertona | 3,800          |
|        | Collatuccio - Mirabello                                                                              | Innesto su S.S. 151 presso Collatuccio (Loreto Aprutino) - Innesto su S.S. 81 presso San Pellegrino (Loreto Aprutino) | 3,400          |
|        | Tavernola - Collecorvino - Penne                                                                     | Innesto su S.S. 151 presso Barberi (Collecorvino) - Collecorvino - Innesto su S.P. 5 presso Collevorvino - Innesto su S.P. 3 presso Orsini (Collecorvino) - Innesto su S.P. 6 presso Colle Stella (Penne) - Innesto su S.S. 151 presso Penne | 12,000         |
|        | Bivio Picciano - Loreto                                                                              | Innesto su S.P. 13 presso Colline (Picciano) - Ferrauto (Loreto Aprutino) - Innesto su S.S. 151 presso Loreto Aprutino | 7,100          |
|        | Loreto - Paterno                                                                                     | Innesto su S.S. 151 presso Loreto Aprutino - Innesto su S.P. 19 presso Loreto Aprutino - Innesto su S.P. 18 presso Paterno (Loreto Aprutino) | 3,5            |
|        | Ex S.S. 16 bis                                                                                       | Innesto su S.S. 16 bis e S.S. 151 presso Cappelle sul Tavo - Innesto su S.P. 23 presso Cappelle sul Tavo - Innesto su S.P. 25 presso Colle Morgetta (Spoltore) - Innesto su S.P. 76 presso Colle Morgetta (Spoltore) - Spoltore - Villa Raspa (Spoltore) - Innesto su S.R. 602 presso Villa Raspa (Spoltore) | 9,400          |
|        | Bivio Loreto - Passo Cordone                                                                         | Innesto su S.S. 151 presso Remartello (Loreto Aprutino) - Innesto su S.P. 18 bis presso Stazione Pianella (Loreto Aprutino) - Innesto su S.P. 20 presso Cartiera (Loreto Aprutino) - Innesto su S.P. 15 presso Paterno (Loreto Aprutino) - Innesto su S.S. 81 presso Passo Cordone (Loreto Aprutino) | 6,800          |
|        | Bivio Borbonica - Loreto                                                                             | Innesto su S.P. 18 presso Stazione Pianella (Loreto Aprutino) - Innesto su S.S. 151 presso Cartella (Loreto Aprutino) | 7,100 (1,8)    |
|        | Collefreddo - Fiorano - Collatuccio                                                                  | Innesto su S.S. 151 presso Cartella (Loreto Aprutino) - Innesto su S.P. 15 presso Loreto Aprutino - Innesto su S.S. 151 presso Collatuccio (Loreto Aprutino) | 6,700          |
|        | S. Teresa - Caprara - Pianella - Cartiera Stazione                                                   | Innesto su S.R. 602 presso Santa Teresa (Spoltore) - Innesto su S.P. 23 presso ponte Salvadonna (Spoltore) - Innesto su S.P. 23 bis presso ponte Fontecchio (Spoltore) - Innesto su S.P. 21 presso Quercia Ompiso (Pianella) - Innesto su S.P. 20 bis presso Pianella - Innesto su S.P. 18 presso Cartiera (Loreto Aprutino) | 18,800         |
|        | Pianella - S.S. 81                                                                                   | Innesto su S.P. 20 presso Pianella - Innesto su S.S. 81 presso Cappella Sabucchi (Pianella) | 1,100          |
|        | Ponte Tavo - Moscufo - Pianella                                                                      | Innesto su S.S. 151 presso Bivio Casone (Moscufo) - Innesto su S.P. 22 presso San Flaviano (Moscufo) - Moscufo - Innesto su S.P. 20 presso Quercia Ompiso (Pianella) | 10,200         |
|        | Fosso Rio - Madonna del Lago - Moscufo                                                               | Innesto su S.P. 20 presso Fosso Rio (Pianella) - Innesto su S.P. 21 presso San Flaviano (Moscufo) | 4.000          |
|        | Cappelle - Caprara - Ponte Salvadonna                                                                | Innesto su S.R. 16 bis presso Cappelle sul Tavo - Caprara d'Abruzzo - Innesto su S.P. 23 bis presso Caprara d'Abruzzo - Innesto su S.P. 20 presso ponte Salvadonna (Spoltore) | 7,700          |
|        | Caprara - Ponte Fontecchio                                                                           | Innesto su S.P. 23 presso Caprara d'Abruzzo (Spoltore) - Innesto su S.P. 20 presso ponte Fontecchio (Spoltore) | 1,500          |
|        | Colle di Giogo - Villa Sibi                                                                          | Innesto su S.P. 21 presso Senarica (Moscufo) - Colle di Giogo (Moscufo) - Innesto su S.P. 23 presso Villa Sibi (Moscufo) | 2,600          |
|        | S. Filomena - Montesilvano Colle - Morgetta                                                          | Innesto su S.S. 16 presso Santa Filomena (Montesilvano) - Montesilvano Colle (Montesilvano) - Case Di Pietro (Montesilvano) - Santa Venere (Montesilvano) - Innesto su S.R. 16 bis presso Case Zagatella (Spoltore) | 9,200          |
|        | Montesilvano Colle - Casino Ranalli                                                                  | Innesto su S.P. 25 presso Montesilvano Colle (Montesilvano) - Innesto su S.S. 714 presso Villa Carmine (Montesilvano) - Innesto su S.S. 16 bis presso Villa Carmine (Montesilvano) | 3,100          |
|        | Montesilvano Colle - Colle Cervone                                                                   | Innesto su S.P. 25 presso Montesilvano Colle (Montesilvano) - Colle Cervone (Pescara) | 2,200          |
|        | Spoltore - S. Lucia                                                                                  | Innesto su S.R. 16 bis presso Spoltore - Innesto su S.P. 20 presso Santa Teresa (Spoltore) | 4,600          |
|        | Innesto S. Teresa - Cavaticchi - Castellana                                                          | Innesto su S.P. 20 presso Santa Teresa (Spoltore) - Cavaticchio Inferiore (Spoltore) - Cavaticchio Superiore (Spoltore) - Innesto su S.P. 29 presso Castellana (Pianella) | 5,700          |
|        | Deviazione per Castellana                                                                            | Innesto su S.P. 30 presso Villanova (Cepagatti) - Castellana (Pianella) - Innesto su S.P. 28 presso Castellana (Pianella) - Innesto su S.P. 30 presso Contrada Vicenne (Pianella) | 5,300          |
|        | Villanova - Cerratina - S.S. 81                                                                      | Innesto su S.R. 602 presso Villanova (Cepagatti) - Innesto su S.P. 29 presso Villanova (Cepagatti) - Cerratina (Pianella) - Innesto su S.P. 29 presso Contrada Vicenne (Pianella) - Innesto su S.S. 81 presso Contrada Frate Nardangelo (Pianella) | 8,400          |
|        | Tarallo - Madonna delle Grazie - Vestea                                                              | Innesto su S.S. 81 presso Il Tarallo (Loreto Aprutino) - Innesto su S.P. 33 presso Madonna delle Grazie (Civitella Casanova) | 5,700          |
|        | Bivio Vestea - Villa Celiera - Voltigno                                                              | Innesto su S.P. 33 presso San Giuseppe (Civitella Casanova) - Vestea (Civitella Casanova) - Innesto su S.P. 11 presso Vestea (Civitella Casanova) - Villa Celiera - Riserva regionale Voltigno e Valle d'Angri | 17,200         |
|        | Mirabello - Civitella Casanova - Princialunga                                                        | Innesto su S.S. 81 presso San Pellegrino (Penne) - Mirabello (Civitella Casanova) - Innesto su S.P. 31 presso Madonna delle Grazie (Civitella Casanova) - Innesto su S.P. 32 presso San Giuseppe (Civitella Casanova) - Civitella Casanova - Innesto su S.P. 34 presso Civitella Casanova - Carpineto della Nora - Innesto su S.R. 602 presso Case Cesarie (Carpineto della Nora) | 23,100         |
|        | Bivio Catignano - Vicoli - Bivio Civitella                                                           | Innesto su S.R. 602 presso Piano Scarpara (Civitaquana) - Vicoli - Innesto su S.P. 36 presso Vicoli - Innesto su S.P. 33 presso Civitella Casanova | 9,100          |
|        | Catignano - Tarallo                                                                                  | Innesto su S.R. 602 presso Catignano - Innesto su S.P. 40 presso Catignano - Innesto su S.S. 81 presso Il Tarallo (Loreto Aprutino) | 10,300         |
|        | Vicoli - Princialunga                                                                                | Innesto su S.P. 34 presso Vicoli - Innesto su S.R. 602 presso Princialunga (Vicoli) | 3,100          |
|        | Brittoli - Peschiole - Boragne                                                                       | Innesto su S.R. 602 presso Brittoli - Innesto su S.P. 37 bis presso San Vito (Brittoli) - Peschiole (Brittoli) | 3,300          |
|        | Diramazione per Boragne                                                                              | Innesto su S.P. 37 presso San Vito (Brittoli) - Boragne (Brittoli) | 0,600          |
|        | Casa cantoniera di Brittoli - Cannatina                                                              | Innesto su S.R. 602 presso Cona (Brittoli) - Rifugio Cannatina (Brittoli) | 4,800          |
|        | Tratturello di Civitaquana                                                                           | Innesto su S.R. 602 presso Civitaquana - Civitaquana - Salaiano (Civitaquana) - Innesto su S.P. 40 presso Cappuccini (Catignano) | 5,300          |
|        | Diramazione e circ. di Civitaquana                                                                   | Innesto su S.P. 39 presso Civitaquana - Innesto su S.R. 602 presso Colle Vertiere (Civitaquana) | 1,600          |
|        | Scafa - Alanno - Catignano                                                                           | Innesto su S.S. 5 presso Scafa - Scafa - Alanno Scalo (Alanno) - Innesto su S.P. 40 bis presso Alanno Scalo (Alanno) - Innesto su S.P. 44 presso Alanno Scalo (Alanno) - Innesto su S.P. 49 presso Fascitelli (Alanno) - Innesto su S.P. 40 ter presso Tarantolà (Alanno) - Innesto su S.P. 40 ter presso Macerine (Alanno) - Alanno - Innesto su S.P. 49 presso Alanno - Innesto su S.P. 50 presso Fonte Canale (Alanno) - Innesto su S.P. 51 presso Frattali (Cugnoli) - Innesto su S.P. 41 presso Bivio Catignano (Cugnoli) - Innesto su S.P. 39 presso Cappuccini (Catignano) - Innesto su S.P. 35 presso Catignano | 20,450         |
|        | Diramazione per Alanno Scalo                                                                         | Innesto su S.P. 40 presso Alanno Scalo (Alanno) - Stazione di Alanno | 0,600          |
|        | Vecchia strada per Alanno                                                                            | Innesto su S.P. 40 presso Tarantolà (Alanno) - Innesto su S.P. 40 presso Macerine (Alanno) | 2,100          |
|        | Ponte su F. Pescara - Villareia - Villa Oliveti - Villa S. Giovanni - Nocciano - Bivio per Catignano | Confine provinciale con Chieti - Innesto su S.P. 44 presso Villareia (Cepagatti) - Innesto su S.P. 41 bis presso Villa Oliveti (Rosciano) - Innesto su S.P. 41 bis presso Colli (Rosciano) - Innesto su S.P. 47 presso Taverna Nuova (Rosciano) - Innesto su S.P. 46 presso Villa San Giovanni (Rosciano) - Villa San Giovanni (Rosciano) - Innesto su S.P. 48 presso Contrada Solagna (Nocciano) - Innesto su S.P. 42 presso Nocciano - Innesto su S.P. 40 presso Bivio Catignano (Cugnoli) | 16.100         |
|        | Variante Villa Oliveti - Centro abitato                                                              | Innesto su S.P. 41 presso Villa Oliveti (Rosciano) - Innesto su S.P. 41 presso Colli (Rosciano) | 1,700          |
|        | Bivio Cerasa (S.R. 602) - Nocciano                                                                   | Innesto su S.R. 602 presso Cerasa (Nocciano) - Innesto su S.P. 41 presso Nocciano | 4,100          |
|        | Cepagatti - Vallemare                                                                                | Innesto su S.R. 602 presso Cepagatti - Innesto su S.P. 44 presso Vallemare (Cepagatti) | 3,800          |
|        | S.S. n. 81 - Vallemare - Villareia - Bivio Rosciano                                                  | Innesto su S.S. 81 presso Di Girolamo (Cepagatti) - Innesto su S.P. 43 presso Vallemare (Cepagatti) - Innesto su S.P. 41 presso Villareia (Cepagatti) - Innesto su S.P. 47 presso Piano della Fara (Rosciano) - Innesto su S.P. 57 presso Piano della Fara (Rosciano) - Innesto su S.P. 48 presso Ticchione (Alanno) - Innesto su S.P. 40 presso Alanno Scalo (Alanno) | 15.500         |
|        | Villanova - Svincolo S.S. 81                                                                         | Innesto su S.S. 81 presso Di Girolamo (Cepagatti) - Innesto su S.R. 602 presso Villanova (Cepagatti) | 0,700          |
|        | Diramazione per Villa Badessa                                                                        | Innesto su S.R. 602 presso Villa Badessa (Rosciano) - Villa Badessa (Rosciano) | 0,300          |
|        | Bivio Coccetta - Incrocio V. S. Giovanni                                                             | Innesto su S.P. 41 presso Villa San Giovanni (Rosciano) - Innesto su S.R. 602 presso Villa Badessa (Rosciano) | 2,100          |
|        | Incrocio S.P. 44 - Rosciano - Incrocio Roxan                                                         | Innesto su S.P. 44 presso Piano della Fara (Rosciano) - Rosciano - Innesto su S.P. 41 presso Taverna Nuova (Rosciano) | 5,900          |
|        | Villa S.Giovanni - Ticchione                                                                         | Innesto su S.P. 41 presso Contrada Solagna (Nocciano) - Collemezzano (Rosciano) - Innesto su S.P. 44 presso Ticchione (Alanno) | 6,200          |
|        | Rota Giannelli - Ponte Cigno                                                                         | Rota Giannelli (Cugnoli) - Innesto su S.P. 48 presso Collemezzano (Rosciano) | 1,900          |
|        | Ponte Rubano - Oratorio delle Grazie - Cimitero di Alanno                                            | Innesto su S.P. 40 presso Fascitelli (Alanno) - Innesto su S.P. 52 presso Oratorio di Santa Maria delle Grazie (Alanno) - Innesto su S.P. 40 presso Alanno | 9,000          |
|        | Fonte Canale - Fonte Sciarpella                                                                      | Innesto su S.P. 40 presso Fonte Canale (Alanno) - Innesto su S.P. 51 presso Cugnoli | 2,500          |
|        | Torre de' Passeri - Pietranico - Bivio S. Biagio - Cugnoli - Rotatoria di Cugnoli                    | Innesto su S.P. 53 e S.P. 56 presso Torre de' Passeri - Inntesto su S.P. 76 presso Torre de' Passeri - Innesto su S.P. 52 presso Cervarano (Castiglione a Casauria) - Pietranico - Innesto su S.P. 53 e S.P. 54 presso Bivio San Biagio (Pietranico) - Innesto su S.P. 51 bis presso Cugnoli - Cugnoli - Innesto su S.P. 50 presso Cugnoli - Innesto su S.P. 40 presso Frattali (Cugnoli) | 16,700         |
|        | Diramazione per Cugnoli                                                                              | Innesto su S.P. 51 presso Cugnoli - Cugnoli (centro storico) | 0,300          |
|        | Bivio S.P. n. 51 - Oratorio delle Grazie                                                             | Innesto su S.P. 51 presso Cervarano (Castiglione a Casauria) - Oratorio di Santa Maria della Croce (Pietranico) - Innesto su S.P. 49 presso Oratorio (Alanno) | 5,200          |
|        | Torre de' Passeri - Variante Castiglione - Pesco - Corvara - Bivio S. Biagio                         | Innesto su S.P. 51 e S.P. 56 presso Torre de' Passeri - Innesto su S.P. 53 bis presso San Clemente (Castiglione a Casauria) - Castiglione a Casauria - Innesto su S.P. 53 bis presso Castiglione a Casauria - Pescosansonesco Vecchio (Pescosansonesco) - Pescosansonesco - Corvara - Innesto su S.P. 51 e S.P. 54 presso Bivio San Biagio (Pietranico) | 18,100         |
|        | Variante di Castiglione a Casauria                                                                   | Innesto su S.P. 53 presso San Clemente (Castiglione a Casauria) - Innesto su S.P. 55 presso Castiglione a Casauria - Innesto su S.P. 53 presso Castiglione a Casauria | 1,400          |
|        | Bivio S. Biagio - Forca di Penne                                                                     | Innesto su S.P. 51 e S.P. 53 presso Bivio San Biagio (Pietranico) - Confine provinciale con L'Aquila | 8,500          |
|        | Stazione di Tocco - Variante Castiglione                                                             | Innesto su S.P. 53 bis presso Castiglione a Casauria - Stazione di Tocco-Castiglione - Innesto su S.S. 5 presso Francoli (Tocco da Casauria) | 3,900          |
|        | Piano D'Orta - Torre de' Passeri - Madonna degli Angeli                                              | Innesto su S.S. 5 presso Piano d'Orta (Bolognano) - Torre de' Passeri - Innesto su S.P. 51 e S.P. 53 presso Torre de' Passeri - Innesto su S.S. 5 e S.P. 74 presso Ceppeto (Tocco da Casauria) | 5,100          |
|        | Zio Tom - Manoppello Sc. - Ripacorbaria                                                              | Innesto su S.P. 44 presso Piano della Fara (Rosciano) - Innesto su S.S. 5 presso Manoppello Scalo (Manoppello) - Manoppello Scalo (Manoppello) - Innesto su S.P. 57 bis presso Manoppello Scalo (Manoppello) - Confine provinciale con Chieti | 7,500          |
|        | Diramazione per S. Maria d'Arabona                                                                   | Innesto su S.P. 57 presso Manoppello Scalo (Manoppello) - Abbazia di Santa Maria Arabona (Manoppello) | 0,800          |
|        | Bivio Lettomanoppello - Manoppello - S.S. 539                                                        | Innesto su S.P. 60 presso Lettomanoppello - Innesto su S.P. 58 bis presso Cappuccini (Manoppello) - Manoppello - Innesto su S.S. 539 presso Manoppello | 4,800          |
|        | Diramazione per il Volto Santo                                                                       | Innesto su S.P. 58 presso Cappuccini (Manoppello) - Basilica del Volto Santo (Manoppello) | 0,700          |
|        | S.S. 5 - Bivio Turrivalignani - Bivio Lettomanoppello                                                | Innesto su S.S. 5 presso Villa Breda (Turrivalignani) - Turrivalignani - Innesto su S.P. 59 bis presso Turrivalignani - Innesto su S.P. 58 presso Lettomanoppello | 5,000          |
|        | Turrivalignani - Contrada Cugnoli                                                                    | Innesto su S.P. 59 presso Turrivalignani - Cugnoli (Turrivalignani) | 2,500          |
|        | Pianapuccia - De Contra                                                                              | Innesto su S.P. 60 presso Pianapuccia (Scafa) - Innesto su S.P. 77 presso De Contra (Scafa) - De Contra (Scafa) | 2,200          |
|        | Diramazione per S. Liberatore                                                                        | Innesto su S.S. 539 presso Serramonacesca - Serramonacesca - Abbazia di San Liberatore a Maiella (Serramonacesca) | 1,800          |
|        | Vecchia strada per S. Valentino                                                                      | Innesto su S.S. 5 presso Scafa - Innesto su S.S. 487 presso San Valentino in Abruzzo Citeriore | 4,600          |
|        | Colle Botte - Roccamorice - Fonte Tettone                                                            | Innesto su S.S. 487 presso Abbateggio - Innesto su S.P. 65 presso Abbateggio - Roccamorice - Innesto su S.P. 64 bis presso Roccamorice - Fonte Tettone (Roccamorice) | 17,300         |
|        | Roccamorice - Pian delle Castagne                                                                    | Innesto su S.P. 64 presso Roccamorice - Pian delle Castagne (Roccamorice) | 1,400          |
|        | Diramazione per Abbateggio                                                                           | Innesto su S.P. 64 presso Abbateggio - Innesto su S.P. 65 bis presso Abbateggio - Abbateggio (centro storico) | 1,700          |
|        | Variante di Abbateggio                                                                               | Innesto su S.P. 65 presso Abbateggio - Abbateggio | 0,500          |
|        | S.S. 5 - Bolognano - Musellaro - Salle - S. Tommaso                                                  | Innesto su S.S. 5 presso Santa Maria del Monte (Bolognano) - Bolognano - Innesto su S.P. 67 presso Musellaro (Bolognano) - Salle - Innesto su S.S. 487 presso Fonte Santa Croce (Caramanico Terme) | 15,000         |
|        | S.S. 5 - Tocco - Bivio Musellaro                                                                     | Innesto su S.S. 5 presso Tocco da Casauria - Tocco da Casauria - Innesto su S.P. 66 presso Musellaro (Bolognano) | 8,100          |
|        | Caramanico - S. Nicolao - S. Eufemia                                                                 | Innesto su S.S. 487 presso Caramanico Terme - Innesto su S.P. 68 bis presso Caramanico Terme - San Nicolao (Caramanico Terme) | 3,300          |
|        | Diramazione per S. Croce                                                                             | Innesto su S.P. 68 presso Caramanico Terme - Santa Croce (Caramanico Terme) | 0,700          |
|        | Diramazione per S. Vittorino                                                                         | Innesto su S.S. 487 presso Casa Monache (Caramanico Terme) - San Vittorino (Caramanico Terme) | 3,200          |
|        | Diramazione per Roccacaramanico                                                                      | Innesto su S.S. 487 presso casa cantoniera di Roccacaramanico (Sant'Eufemia a Maiella) - Roccacaramanico (Sant'Eufemia a Maiella) | 2,200          |
|        | Diramazione per Lama Bianca                                                                          | Innesto su S.S. 487 presso Roccacaramanico - Riserva naturale Lama Bianca (Sant'Eufemia a Maiella) | 5,200          |
|        | Popoli - Vittorito                                                                                   | Innesto su S.S. 5 e S.S. 17 presso Popoli - Innesto su S.P. 72 bis presso Popoli - Confine provinciale con L'Aquila | 2,900          |
|        | Diramazione per Capo Pescara                                                                         | Innesto su S.P. 72 presso Popoli - Riserva naturale Sorgenti del Fiume Pescara (Popoli) | 0,600          |
|        | Variante di Torre de' Passeri                                                                        | Innesto su S.P. 56 presso Torre de' Passeri - Innesto su S.P. 51 presso Torre de' Passeri | 1,000          |
|        | Variante di Tocco da Casauria                                                                        | Innesto su S.S. 5 e S.P. 56 presso Ceppeto (Tocco da Casauria) - Marano (Tocco da Casauria) | 1,150          |
|        | Variante est di Penne                                                                                | Innesto su S.S. 151 presso Penne - Innesto su S.S. 81 presso Santa Caterina (Penne) | 1,680          |
|        | Variante Colle Morgetta                                                                              | Innesto su S.R. 16 bis presso Colle Morgetta (Spoltore) - Case Vallerosa (Spoltore) | 0,729          |
|        | Variante abitato di De Contra                                                                        | Innesto su S.P. 61 presso De Contra (Scafa) - Cusano (Abbateggio) | 1,750          |
|        | Ex S.S. 602                                                                                          | Innesto su S.R. 16 bis presso Villa Raspa (Spoltore) - Innesto su S.P. 20 presso Santa Teresa (Spoltore) - Svincolo A25 "Villanova" - Innesto su S.R. 602 racc presso Calcasacco (Cepagatti) - Innesto su S.P. 30 presso Villanova (Cepagatti) - Innesto su S.P. 44 bis presso Villanova (Cepagatti) - Villanova (Cepagatti) - Innesto su S.S. 81 presso Di Girolamo (Cepagatti) - Innesto su S.S. 81 presso Cepagatti - Innesto su S.P. 43 presso Cepagatti - Innesto su S.P. 46 presso Villa Badessa (Rosciano) - Innesto su S.P. 45 presso Villa Badessa (Rosciano) - Innesto su S.P. 42 presso Cerasa (Nocciano) - Catignano - Innesto su S.P. 35 presso Catignano - Innesto su S.P. 34 presso Piano Scarpara (Civitaquana) - Innesto su S.P. 39 presso Civitaquana - Innesto su S.P. 39 bis presso Colle Vertiere (Civitaquana) - Innesto su S.P. 36 presso Princialunga (Vicoli) - Innesto su S.P. 33 presso Case Cesarie (Carpineto della Nora) - Innesto su S.P. 37 presso Brittoli - Innesto su S.P. 38 presso Cona (Brittoli) - Confine provinciale con L'Aquila | 42,500         |
|        | S.P. 602 Raccordo                                                                                    | Innesto su S.R. 602 presso Calcasacco (Cepagatti) - Svincolo R.A. 12 A14 Bologna-Taranto | 1,750          |
| -      | Strada consortile Canosa                                                                             | Ticchione (Alanno) - Alanno | 4,200          |